# Christoph Specht (Mediziner)
Christoph Specht (* 21. September 1961) ist ein deutscher Arzt, Medizinjournalist und Filmemacher.

## Leben
Christoph Specht, der einer Arztfamilie entstammt, studierte Medizin in Gießen, Frankfurt und den USA. Nach einem Forschungsaufenthalt zur Magnetresonanztomographie am Mount Sinai Medical Center in Cleveland, Ohio, folgte ein Studium des Wissenschaftsjournalismus an der Johannes Gutenberg-Universität Mainz.
Specht promovierte im Fachgebiet Orthopädie, nachdem er zuvor Erfahrung in den medizinischen Bereichen Forschung, Praxis und Kliniken gesammelt hatte. In dieser Zeit begann Specht, als Drehbuchautor für medizinische Dokumentationen tätig zu werden. Später führte er auch selbst Regie und war für die Produktion verantwortlich. Seine Filme, die auf internationalen Kongressen große Beachtung fanden, wurden mehrfach mit nationalen und internationalen Preisen ausgezeichnet.
Aufbauend auf sein Medizinstudium bildete er sich später auch in Tropenmedizin, Hygiene und Public Health an der University of Liverpool fort. Seitdem arbeitet er regelmäßig als Arzt in Afrika und engagiert sich in der Bekämpfung von HIV und Tuberkulose. In einer Sendung des SWR1 Leute begründete Specht diese Entscheidung:
„Über viele Wochen ging es über Äthiopien nach Malawi und Sambia bis an den Kongo heran, also "right into the real Africa", wie man dort gerne sagt. Dort fiel mir zum ersten Mal auf, mit wie wenig Mitteln man eine gute Medizin betreiben kann, wenn man nur will und natürlich auch die entsprechenden Kenntnisse besitzt. Der Wunsch, mich in Tropenmedizin zu spezialisieren, war geboren.“
Christoph Specht ist regelmäßig als Interviewpartner im öffentlich-rechtlichen und privaten Fernsehen zu sehen. Dort erläutert er Hintergründe zu medizinischen Themen, so z. B. zum Tode von Michael Jackson, Steve Jobs und Whitney Houston, den gesundheitlichen Auswirkungen der Reaktorkatastrophe von Fukushima oder dem Skiunfall von Michael Schumacher.

## Auszeichnungen
- Filmpreis der Bundesärztekammer (2 Auszeichnungen)
- Etienne-Jules-Marey-Preis (3 Auszeichnungen)
- Wissenschaftsfilmpreis des Bundes